# Porac
Porac (Bayan ng Porac) är en kommun i Filippinerna. Kommunen ligger på ön Luzon, och tillhör provinsen Pampanga. Folkmängden uppgår till 80 757 invånare.

## Barangayer
Porac är indelat i 29 barangayer.
| - Babo Pangulo - Babo Sacan - Balubad - Calzadang Bayu - Camias - Cangatba - Diaz - Dolores (Hacienda Dolores) - Jalung - Mancatian - Manibaug Libutad - Manibaug Paralaya - Manibaug Pasig - Manuali - Mitla Proper | - Palat - Pias - Pio - Planas - Poblacion - Pulong Santol - Salu - San Jose Mitla - Santa Cruz - Sepung Bulaun - Sinura - Villa Maria (Aetas) - Inararo (Aetas) - Sapang Uwak (Aetas) |